# The Kathmandu Post
The Kathmandu Post – pierwszy niezależny dziennik anglojęzyczny w Nepalu, założony 17 lutego 1993 roku. Stanowił część pierwszego prywatnego wydawnictwa w kraju, Kantipur, założonego przez Shyama Goenkę.
Pierwszy numer The Kathmandu Post ukazał się 17 lutego, w czwartek. Miał 8 stron i układ 6 kolumn. Gazeta szybko zyskała popularność, w ciągu tygodnia od debiutu stając się najbardziej poczytnym dziennikiem w Nepalu.
Dziennik powstał w odpowiedzi na zapotrzebowanie na wolną prasę w Nepalu po wprowadzeniu demokracji wielopartyjnej w 1991 roku. Wcześniej prasa w Nepalu była kontrolowana przez rząd w ramach systemu Panchayatu (1960–1990). Wraz z The Kathmandu Post wydawano także nepalskojęzyczny dziennik Kantipur. Pierwszym redaktorem naczelnym gazety był Prateek Pradhan, absolwent Uniwersytetu Nowojorskiego.
The Kathmandu Post zobowiązał się do przekazywania rzetelnych informacji, walki z niesprawiedliwością oraz rozwijania świadomości społecznej w obszarach takich jak kultura, ekonomia i sport. Gazeta odegrała kluczową rolę w promowaniu wolności słowa i demokracji w Nepalu, co odzwierciedlało pragnienia Nepalczyków na początku lat 90. Obecnie ma 95 tysięcy egzemplarzy nakładu i 476 tysięcy czytelników wydania drukowanego.